# Дюсберг-Барановски, Нора
Нора Дюсберг-Барановски (нем. Nora Duesberg-Baranowski; 24 июля 1895, Вена — 1982) — шведская скрипачка австрийского происхождения.

## Биография
Дочь и ученица скрипача Августа Дюсберга и пианистки Натали Дюсберг. Дебютировала в 11-летнем возрасте в Вене. 
С 1909 года училась в Венской академии музыки у Отакара Шевчика. Позднее совершенствовала своё мастерство под руководством Карла Флеша в Берлине. Гастролировала по Австрии, Германии, Венгрии, Англии, США.
С 1920 года обосновалась в Швеции. В 1923 году получила шведское гражданство и вышла замуж за русского эмигранта, пианиста Василия Барановского. Жила и работала в Лунде, гастролировала по скандинавским странам. В 1929 году первой исполнила концерт для скрипки с оркестром Вильгельма Петерсона-Бергера (дирижировал автор). На рубеже 1920-1930-х годов осуществила несколько небольших записей, в том числе «Мелодию» Op. 42 № 3 П. И. Чайковского (вместе с мужем). В 1942 году стала концертмейстером Хельсингборгского симфонического оркестра.
Норе Дюсберг посвящена Концертная фантазия для скрипки с оркестром Рихарда Штёра.